# تپلک سینه‌زنگاری
تپلک سینه‌زنگاری (نام علمی: Liosceles thoracicus) گونه‌ای از پرنده ازشاه‌مرغ‌سانیان در تیرهٔ تپلکان (Rhinocryptidae) است. این تنها گونه‌ای است که در سردهٔ Liosceles قرار دارد. این گیاه در برزیل، بولیوی، کلمبیا، اکوادور و پرو یافت می‌شود.